# Vitgumpad eufonia
Vitgumpad eufonia (Euphonia minuta) är en fågel i familjen finkar inom ordningen tättingar. Den förekommer i skogsområden från Mexiko till Brasilien. Arten minskar i antal, men beståndet anses ändå vara livskraftigt.

## Utseende
Vitgumpad eufonia är en mycket liten (9 cm) och kompakt fink. Hanen är praktfull med svart på huvud och strupe med gul panna och vit undergump. Bröstet är gult, mer gyllene än hos buskeufonia som dessutom har gul undergump. Honan är rätt färglös men distinkt med vit undergump och ljusgrå strupe som kontrasterar mot matt gulaktigt bröst.

## Utbredning och systematik
Vitgumpad eufonia har en vid utbredning från södra Mexiko söderut till norra Bolivia och västra Brasilien. Den delas in i två underarter med följande utbredning:
- Euphonia minuta humilis – förekommer från sydöstra Mexiko (se Chiapas) till västra Ecuador
- Euphonia minuta minuta – förekommer från Colombia öster om Anderna till Guyanaregionen, norra Bolivia och västra Brasilien

### Familjetillhörighet
Tidigare behandlades släktena Euphonia och Chlorophonia som tangaror, men DNA-studier visar att de tillhör familjen finkar, där de tillsammans är systergrupp till alla övriga finkar bortsett från släktet Fringilla.

## Levnadssätt
Vitgumpad eufonia är en generellt ovanlig fågel i fuktiga städsegröna skogar och skogskanter i tropiska låglänta områden. Den ses vanligen i par, ofta tillsammans med andra eufonior där de födosöker efter mistelbär.

## Status och hot
Arten har ett stort utbredningsområde, men tros minska i antal, dock inte tillräckligt kraftigt för att den ska betraktas som hotad. Internationella naturvårdsunionen IUCN listar därför arten som livskraftig (LC). Beståndet uppskattas till i storleksordningen en halv miljon till fem miljoner vuxna individer.